# فانيسا هوارد
فانيسا هوارد (بالإنجليزية: Vanessa Howard)‏ هي ممثلة بريطانية، ولدت في 10 أكتوبر 1948 بشوريهام في المملكة المتحدة، وتوفيت في 23 نوفمبر 2010 بسبب نفاخ رئوي.

## وصلات خارجية
- فانيسا هوارد على موقع IMDb (الإنجليزية)
- فانيسا هوارد على موقع قاعدة بيانات الفيلم (الإنجليزية)